# Mobilize Duo
Mobilize Duo — двомісний електричний квадроцикл, який замінив Renault Twizy у 2023 році та був представлений на Паризькому автосалоні 2022 року.

## Опис
Вперше представлений як концепт Mobilize EZ-1 у 2021 році, його згодом перейменували на нинішню назву та показали на заході Viva Tech 2021 року.
Вантажна версія під назвою Mobilize Bento буде доступна з вантажним простором 1 м³.
У 2024 році було оголошено, що моделі Mobilize Bento та Duo будуть доступні у Великій Британії та надійдуть у продаж у 2025 році.
Duo має дві версії: Mobilize Duo 45 як легкий квадроцикл, доступний для керування з 14 років без посвідчення водія з максимальною швидкістю 45 км/год, та Mobilize Duo 80 як важкий квадроцикл з максимальною швидкістю 80 км/год, для керування яким потрібні посвідчення водія категорії B1. Обидві моделі мають запас ходу 140 км.

Зарядку можна здійснювати від електромережі або через громадську зарядну станцію.

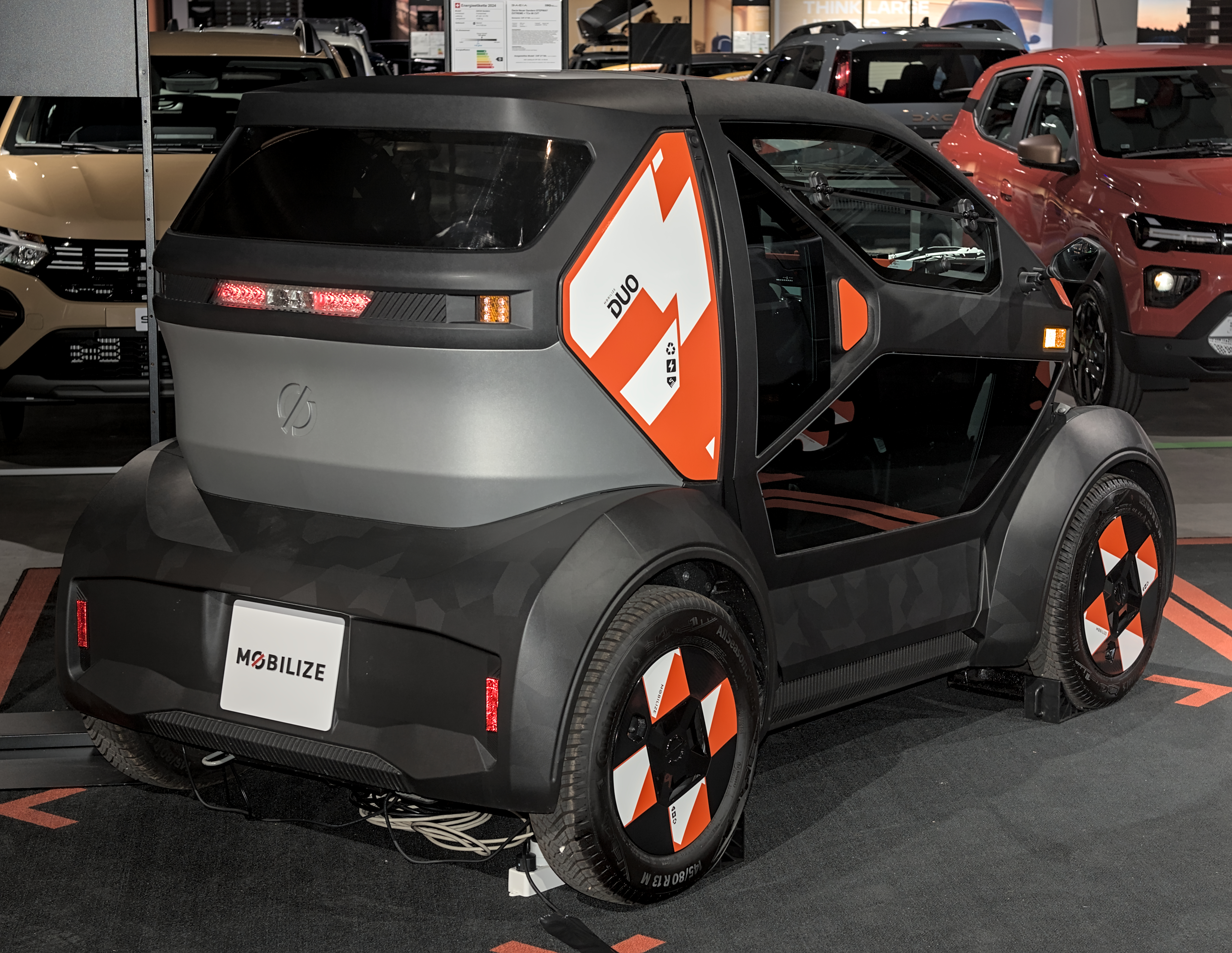
Вид ззаду
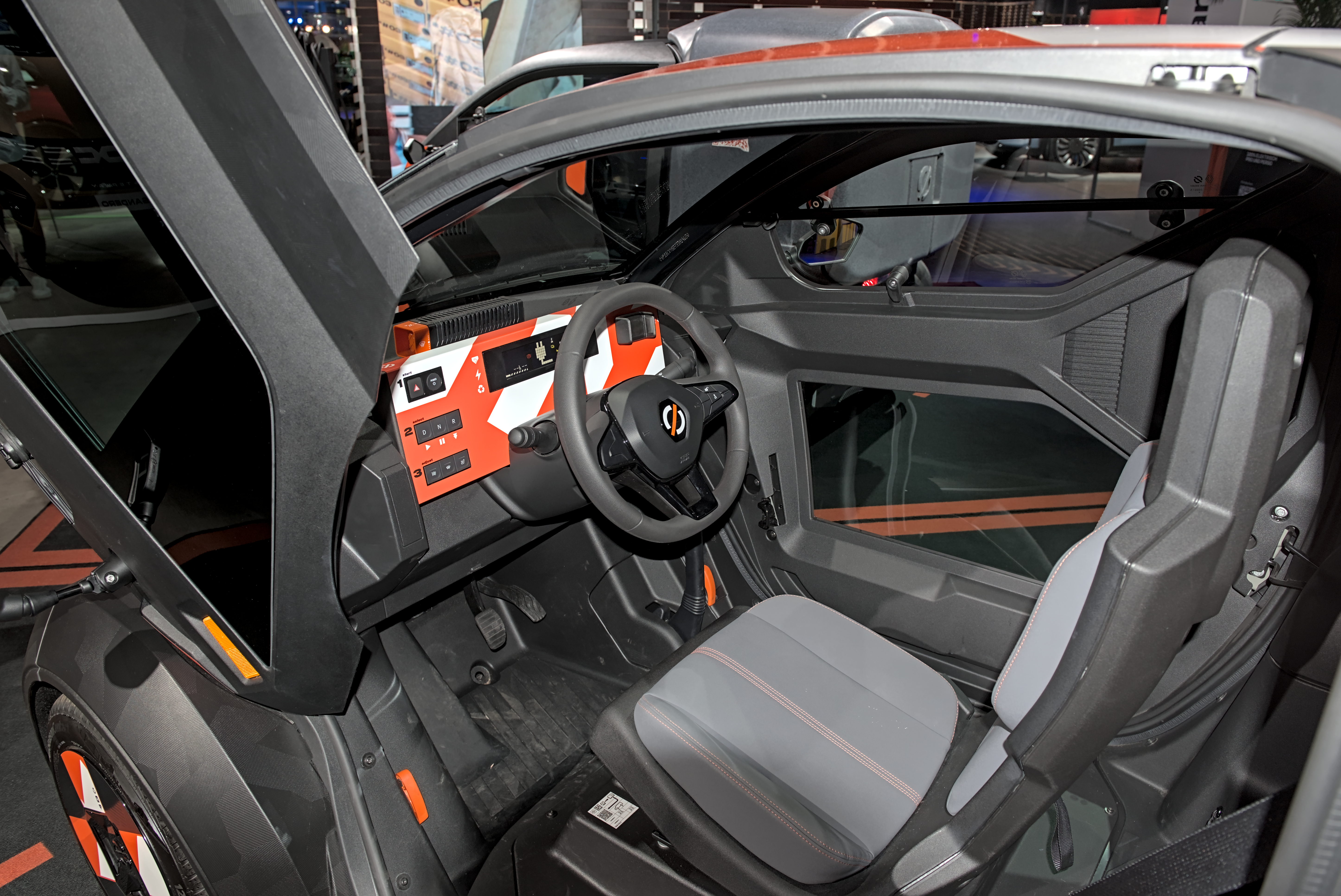
Інтер’єр
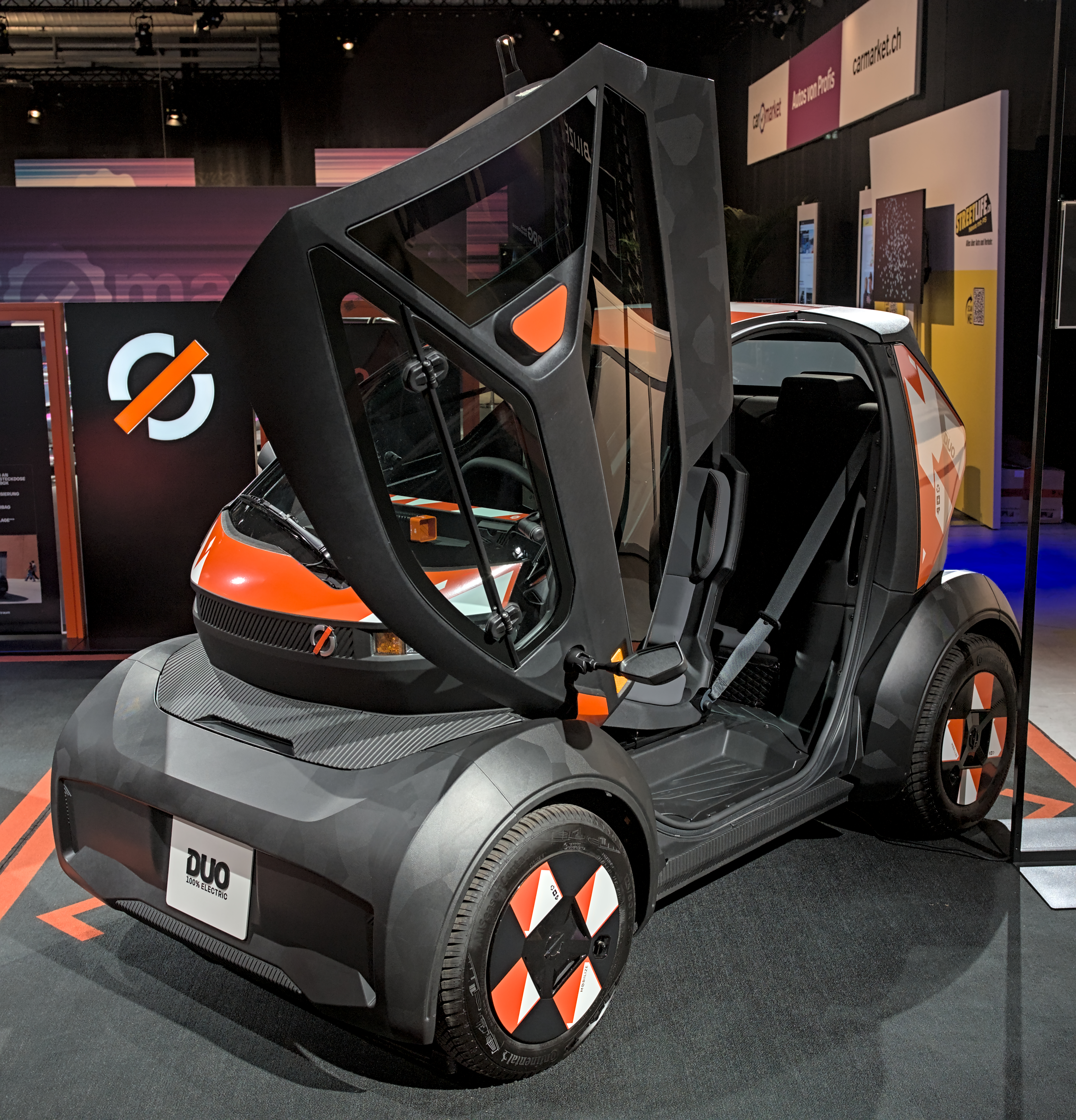
Duo з відкритими дверями
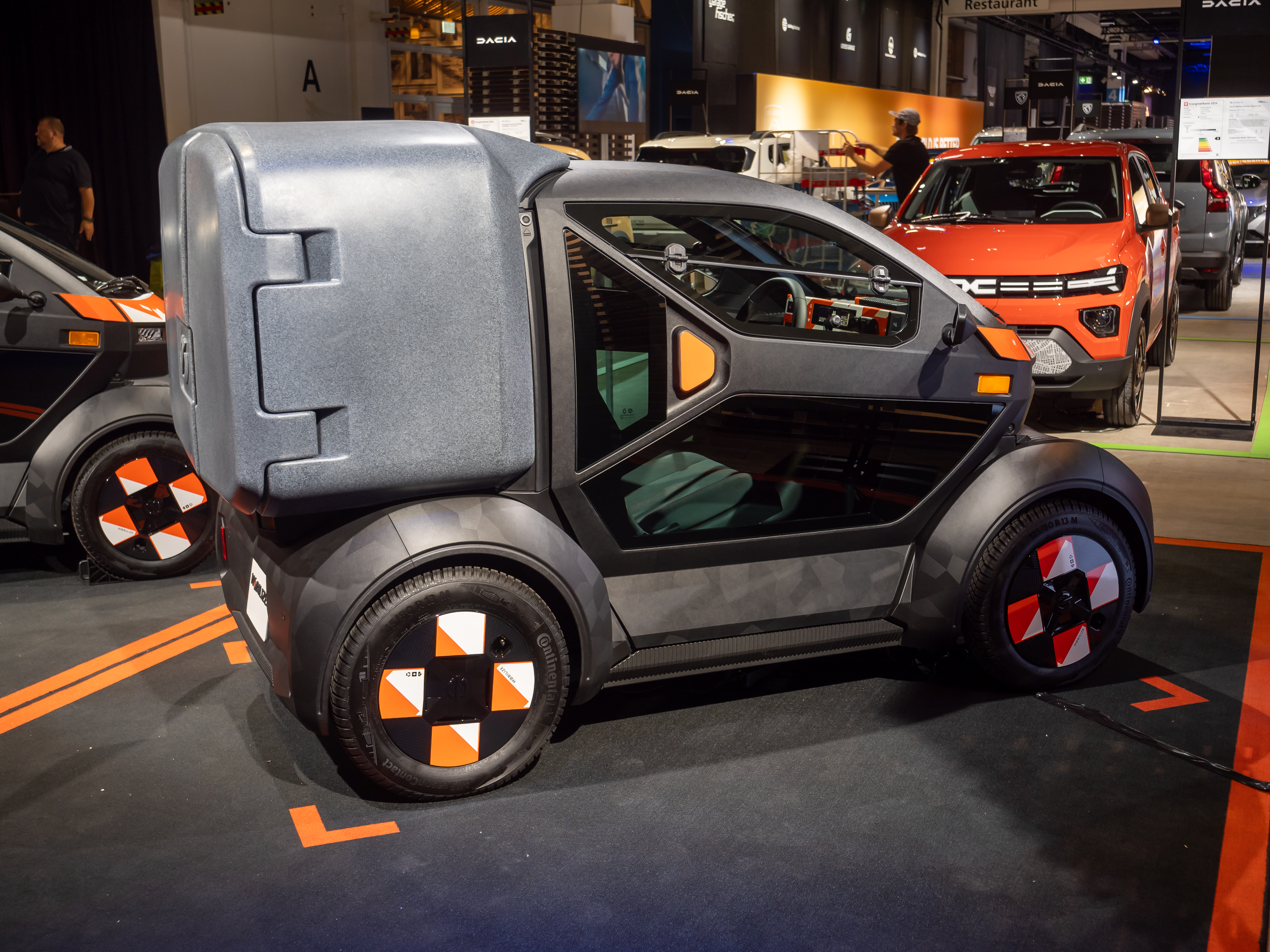
Bento